# Le Flingueur (film, 2011)
Pour les articles homonymes, voir Le Flingueur et The Mechanic.
Série
Mechanic: Resurrection
(2016)
Pour plus de détails, voir Fiche technique et Distribution.
Le Flingueur ou Le Mécano au Québec  et au Nouveau-Brunswick (The Mechanic) est un film d'action américain réalisé par Simon West et sorti en 2011. Il s'agit d'un remake du film du même nom de Michael Winner, sorti en 1972, avec Charles Bronson dans le rôle-titre, ici repris par Jason Statham.
Le film suit Arthur Bishop qui est le meilleur tueur à gages, puisqu'il est capable du crime parfait en le faisant passer pour un accident. Arthur est très bien rémunéré à l'issue de chacun de ses délicats contrats, mais le revers de son emploi est de devoir mener une vie dans l'ombre et l'anonymat, même auprès de la belle escort-girl Sarah qu'il rencontre souvent en soirée, dans un bar. Arthur n'a jamais eu d'état d'âme, jusqu'à ce que son ami et mentor, Harry McKenna, devienne une de ses victimes, soupçonné de trahison par Dean Sanderson, un dirigeant de la société qui les emploie. Plein de remords, Arthur recueille le fils de Harry, Steve McKenna, et le forme à son métier particulier de mécano, sans lui avouer qu'il est l'assassin de son père. 
Le film reçoit des critiques plutôt mitigées mais réalise des résultats corrects au box-office. Une suite sort en 2016.

## Synopsis
Arthur Bishop (Jason Statham), travaillant comme "mécanicien" (argot mafieux pour tueur à gages), se faufile dans la somptueuse maison d'un chef de cartel de la drogue colombien et le noie dans sa propre piscine. À son retour en Louisiane, il rencontre son ami et mentor Harry McKenna (Donald Sutherland), qui rémunère Bishop pour son travail.
Bishop se voit confier une nouvelle mission : tuer Harry. L'employeur de Bishop confirme par téléphone que le contrat est correct, après quoi Bishop demande une rencontre en personne. Dean lui parle d'une mission ratée en Afrique du Sud, au cours de laquelle des assassins de l'agence ont été tués.
Dean dit que seuls lui et Harry connaissaient les détails de la mission et qu'Harry avait été payé pour les détails du contrat. À contrecœur, Bishop tue Harry avec le propre pistolet de ce dernier et le fait ressembler à un carjacking. Lors des funérailles, Bishop rencontre le fils imprudent de Harry, Steve (Ben Foster). Bishop empêche Steve de tenter de tuer un voleur de voiture potentiel dans une tentative malavisée de vengeance cathartique. Steve convainc Bishop de le former comme "mécanicien". Adoptant un chihuahua, il demande à Steve d'emmener le chien avec lui dans un café chaque jour à la même heure. Alors que Steve s'installe dans une routine, Bishop intensifie l'entraînement, l'emmenant observer un meurtre sous contrat.
La cible est Burke, un mécanicien d'une autre agence qui fréquente le même café. Les seules faiblesses de Burke sont son intérêt pour les jeunes hommes et les petits chiens. Burke fait un pas vers Steve et l'invite à prendre un verre. Bishop demande à Steve de glisser une grande dose de Rohypnol dans la boisson de Burke pour provoquer une overdose. Steve ignore les instructions et suit Burke dans son appartement. Lorsque Burke commence à se déshabiller, Steve tente de l'étrangler avec une ceinture comme il avait vu Bishop le faire lors d'une précédente mission. Burke riposte, utilisant son avantage de taille et son expérience, mais Steve parvient à tuer Burke après beaucoup d'efforts et un long combat. Dean exprime sa désapprobation à l'idée que Bishop ait impliqué Steve, ce qui a violé les règles de l'arrangement contractuel, mais Bishop dit que cet arrangement était avec Harry, et que maintenant il n'y a plus qu'un arrangement de prix.
Le prochain contrat de Bishop est de tuer le chef de la secte Andrew Vaughn. Ils prévoient d'injecter de l'adrénaline à leur victime pour simuler une crise cardiaque, pour laquelle les ambulanciers administreraient une dose mortelle d'épinéphrine. Alors que Bishop et Steve se préparent pour le coup, le médecin de Vaughn arrive, et il prépare Vaughn avec une intraveineuse de kétamine, qui inhibera les effets de l'adrénaline. Les tueurs à gages décident de l'étouffer à la place, mais sont découverts après avoir tué Vaughn et sont contraints à une fusillade avec les gardes, après quoi les tueurs à gages s'échappent et rentrent chez eux séparément.
À l'aéroport, Bishop voit une victime supposée de la mission que Harry aurait vendue. Il affronte l'autre mécanicien, qui dit à Bishop qu'il a été payé par Dean pour tuer les autres mécaniciens en Afrique du Sud et simuler sa mort, afin que Dean puisse organiser la mission ratée pour couvrir ses propres relations louches. Il révèle également que Dean a piégé Harry et Bishop pour qu'il tue son ami. Le mécanicien tente alors d'abattre Bishop, qui le tue finalement dans la lutte qui s'ensuit.
Bishop est plus tard pris en embuscade par les hommes de main non professionnels de Dean : après les avoir tués, il découvre que Dean était derrière le coup. Bishop rentre chez lui pour appeler Steve, seulement pour découvrir que ce dernier a été pris en embuscade. Bishop dirige Steve vers une arme cachée, que Steve utilise pour tuer ses agresseurs. Steve rassemble des fournitures pour leur nouvelle mission tandis que Bishop trace comment se rendre à Dean. Dans le processus, Steve trouve l'arme de son père et se rend compte que Bishop l'a tué.
Bishop et Steve tuent Dean dans une embuscade. Sur le chemin du retour, Bishop remarque que Steve porte l'arme de Harry. Lorsqu'ils s'arrêtent pour faire le plein, Steve inonde le sol de carburant en faisant semblant de remplir le réservoir. Il se met à l'abri et tire sur l'essence, faisant exploser la voiture dans laquelle Bishop se trouve encore.
Steve retourne à la maison et effectue deux actions que Bishop lui a interdites : jouer un disque sur la platine et prendre la Jaguar Type E 1966. Alors qu'il s'éloigne, Steve trouve une note sur le siège passager qui dit: "Steve, si tu lis ceci, alors tu es mort!", il rit de cette note avant que la voiture n'explose, le tuant sur le coup. Puis la maison de Bishop est détruite par une réaction en chaîne d'explosions.
De retour à la station-service, une vidéo de sécurité révèle que Bishop s'était échappé de la voiture, quelques secondes avant l'explosion. Il en vole une autre et s'en va.

## Fiche technique
- Titre original : The Mechanic
- Titre français : Le Flingueur
- Titre québécois : Le Mécano
- Réalisation : Simon West
- Scénario : Richard Wenk et Lewis John Carlino, d'après le scénario initial de Lewis John Carlino
- Musique : Mark Isham
- Direction artistique : Richard Lassalle
- Décors : Jason Hamilton
- Costumes : Christopher Lawrence
- Photographie : Eric Schmidt
- Montage : T. G. Herrington et Todd E. Miller
- Productions : Irwin Winkler, Robert Chartoff, David Winkler et William Chartoff
- Sociétés de production : Millennium Films et Nu Image
- Sociétés de distribution : CBS Films (États-Unis), Metropolitan Filmexport (France)
- Budget : 40 millions de dollars
- Pays de production :  États-Unis
- Langue originale : anglais
- Format : couleurs (Technicolor) - 35 mm - 2,35 : 1
- Genre : action
- Durée : 93 minutes
- Dates de sortie : 
  - États-Unis et Canada : 28 janvier 2011
  - France et Belgique : 6 avril 2011
- Film interdit en salles aux moins de 12 ans en France

## Distribution
- Jason Statham (VF : Boris Rehlinger, VQ : Sylvain Hétu) : Arthur Bishop
- Ben Foster (VF : Alexandre Gillet, VQ : Martin Watier) : Steve McKenna
- Donald Sutherland (VF : Bernard Tiphaine, VQ : Vincent Davy) : Harry McKenna
- Tony Goldwyn (VF : Jean-Pierre Michaël, VQ : Frédéric Paquet) : Dean Sanderson
- Jeff Chase (en) (VF : Frédéric Norbert, VQ : Benoît Rousseau) : Burke
- Mini Anden : Sarah
- James Logan : Jorge Lara
- Katarzyna Wolejnio : Maria
- John McConnell (VF : Jean-François Aupied, VQ : Stéphane Rivard) : Andrew Vaughn
- David Leitch (VQ : Patrice Dubois) : Sebastian
- Stuart Greer (en) : Ralph
- Christa Campbell : Kelly
- Eddie J. Fernandez : le garde du corps de Sarah
- Joshua Bridgewater : Carjacker

## Sortie et accueil

### Critiques
Le Flingueur reçoit en majorité des critiques mitigées. L'agrégateur Rotten Tomatoes rapporte que 53 % des 156 critiques ont donné un avis positif sur le film, avec une moyenne passable de 5,6⁄10. La critique qui fait le plus consensus est « Jason Statham et Ben Foster délivrent des prestations réjouissantes, mais ce remake superficiel rempli de violence pour esprits fatigués et de clichés sur les thrillers d'action ne leur rend pas honneur. ». L'agrégateur Metacritic donne une note de 49⁄100 basé sur 35 critiques indiquant des « critiques partagées ».
L'accueil en France est aussi mitigé, puisque pour 14 critiques, le site Allociné lui attribue une moyenne de 2.5⁄5.

### Box-office
Selon Box Office Mojo, Le Flingueur a rapporté 76 129 642 dollars (29 121 498 dollars en Amérique du nord et 47 008 144 dollars à l'international) sur un budget estimé à 40 millions.
| Pays ou région    | Box-office      | Date d'arrêt du box-office | Nombre de semaines |
| ----------------- | --------------- | -------------------------- | ------------------ |
| États-Unis Canada | 29 121 498 $    | 10 avril 2011              | 10                 |
| France            | 260 192 entrées | 17 mai 2011                | 7                  |
| Total mondial     | 76 129 642 $    | -                          | -                  |

## Autour du film
Il s'agit d'un remake, par les mêmes producteurs et scénariste, du film au même nom de 1972 de Michael Winner. Durant ces dernières années, Sylvester Stallone avait eu pour projet de faire la reprise du film original datant de 1972, mais avait décidé finalement de renoncer à ce projet[réf. nécessaire].
Le film a eu droit à une suite, en 2016, dont le titre est Mechanic: Resurrection (Le Mécano : Résurrection au Québec).